# Els Clopés
Els Clopés és una masia de Sant Hilari Sacalm (Selva) inclosa a l'Inventari del Patrimoni Arquitectònic de Catalunya.

## Descripció
Masia aïllada, i orientada al sud, situada a 4 km de St. Hilari Sacalm en direcció a Vic.
Casa amb diverses edificacions annexes, que en un principi eren de serveis i que ara han estat transformades en habitatge. L'edifici central, que s'ha mantingut sense gaires alteracions, és de dues plantes i vessant a façana.
Porta d'entrada adovellada i en arc de mig punt. Cap de les finestres que hi ha a la masia és igual. A la part del darrere hi havia una antiga finestra gòtiga que va ser substituïda posteriorment per un portal amb dintell de formigó.

## Història
El mas apareix ja documentat en una dotació de l'església de l'any 1199 encara que l'edifici actual podria pertànyer al segle xvii.
Degut a la proximitat amb l'antiga Domus de la Rovira, les pedres nobles de la construcció podrien provenir d'aquesta.